# Aconcagua (bướm đêm)
Aconcagua là một chi bướm đêm thuộc họ Geometridae.

## Hình ảnh

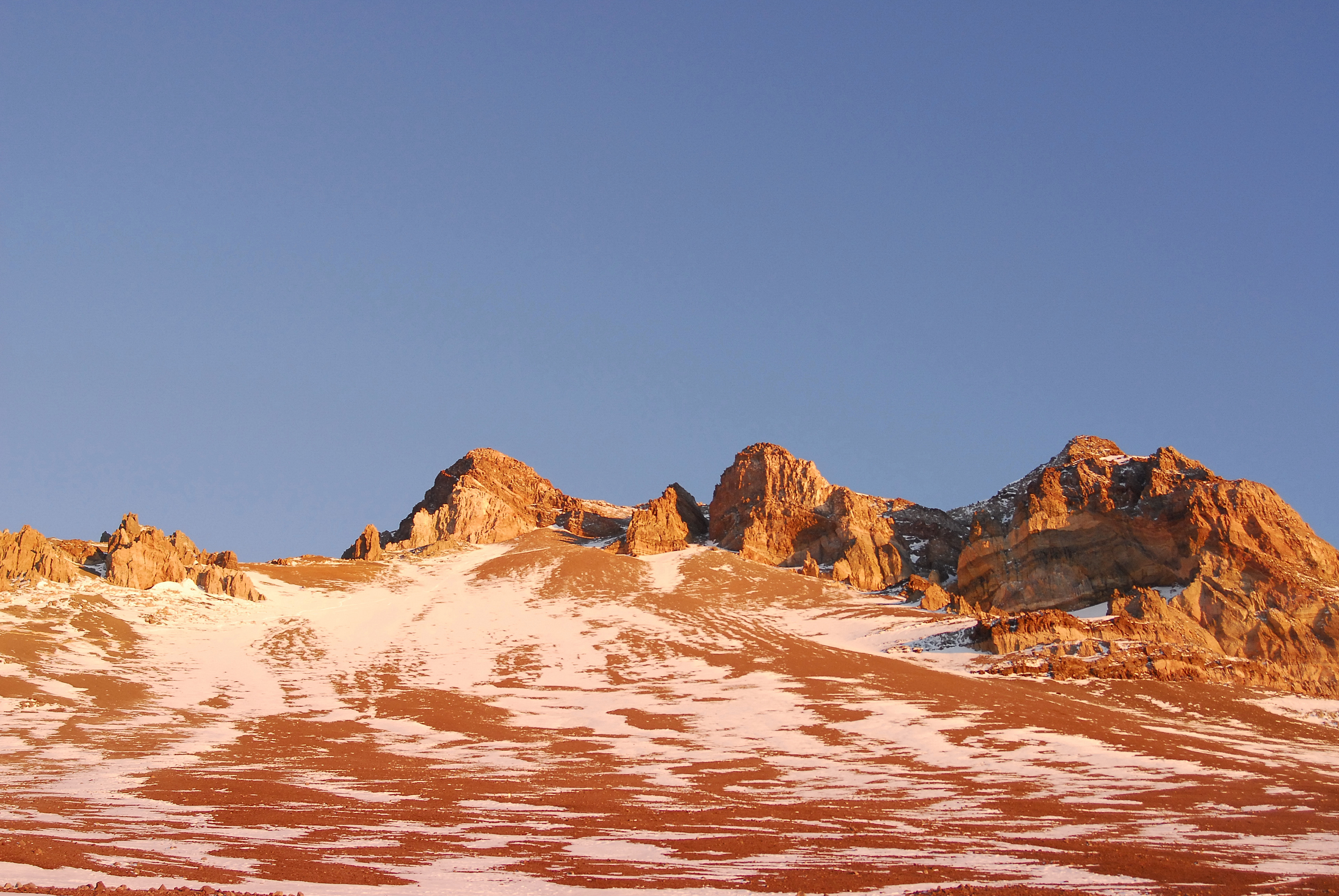
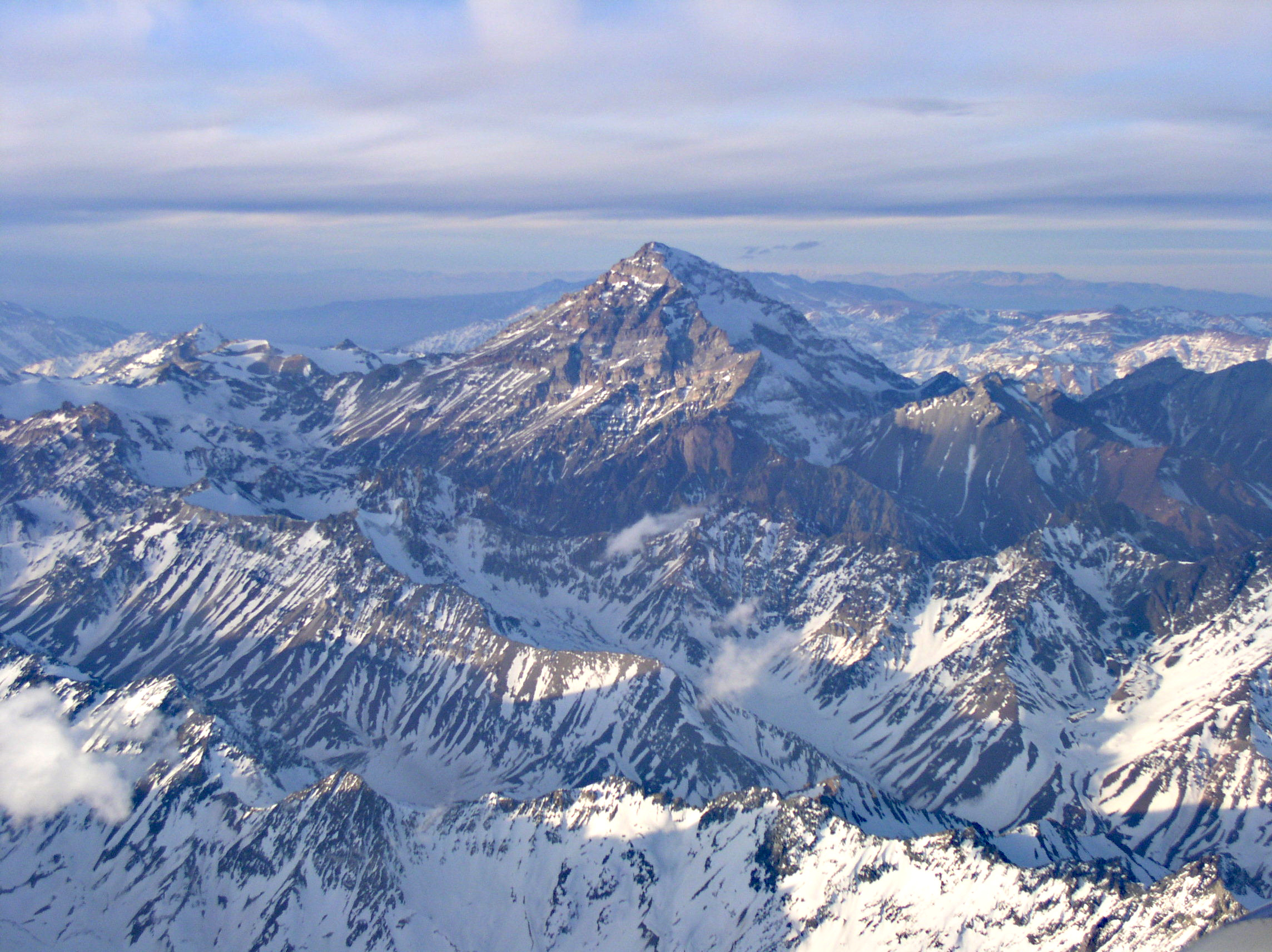
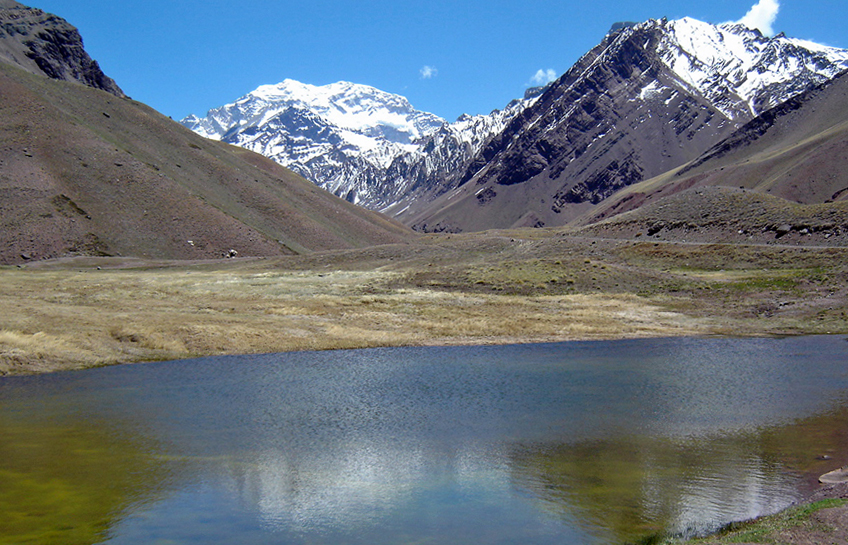
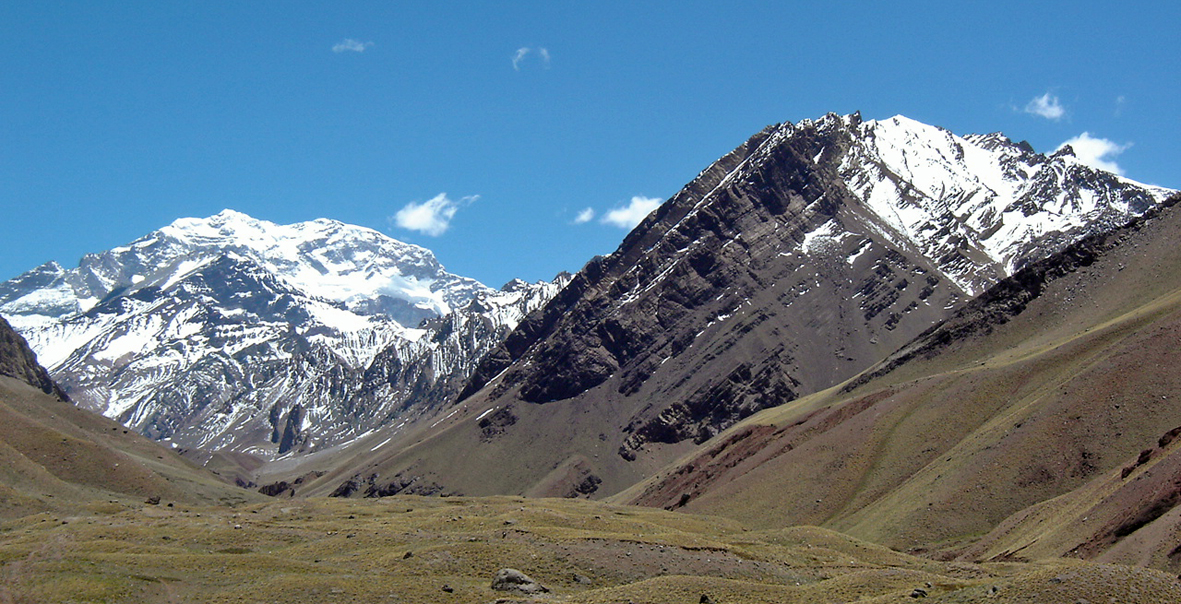